# Uabe ibne Jarir
Uabe ibne Jarir ibne Hazim (em árabe: وهب بن جرير بن حازم; romaniz.: Wahb ibn Jarīr ibn Ḥazīm; 822) foi um tradicionalista muçulmano de Baçorá e uma fonte frequentemente citada nas histórias de Tabari e Califa ibne Caiate.

## Vida
Uabe era filho de Jarir ibne Hazim ibne Zaide (falecido em 786), autor de uma obra sobre Azarica, um movimento carijita do século VII ativo no Iraque e na Pérsia. A família de Uabe residia em Baçorá, e vinha do clã Atique dos azeditas, uma grande tribo árabe. Por meio da transmissão de autores anteriores, foi uma importante fonte histórica para a Batalha do Camelo, as revoltas carijitas e o conflito entre o Califado Omíada e os habitantes do Hejaz (oeste da Arábia). Era considerado um saíbe da suna por Amade ibne Hambal, o que implica que simpatizava com a doutrina muçulmana sunita. Ele era visto como uma autoridade confiável por seus contemporâneos ibne Sade (falecido em 784), Iáia ibne Maim (falecido em 847) e Alijeli. Uma das principais fontes de informações era seu pai e Juairia ibne Alasmai. Também foi um grande transmissor da biografia do profeta Maomé por ibne Ixaque. Ele é frequentemente citado na obra histórica de Califa ibne Caiate.